# 混凝土搅拌车

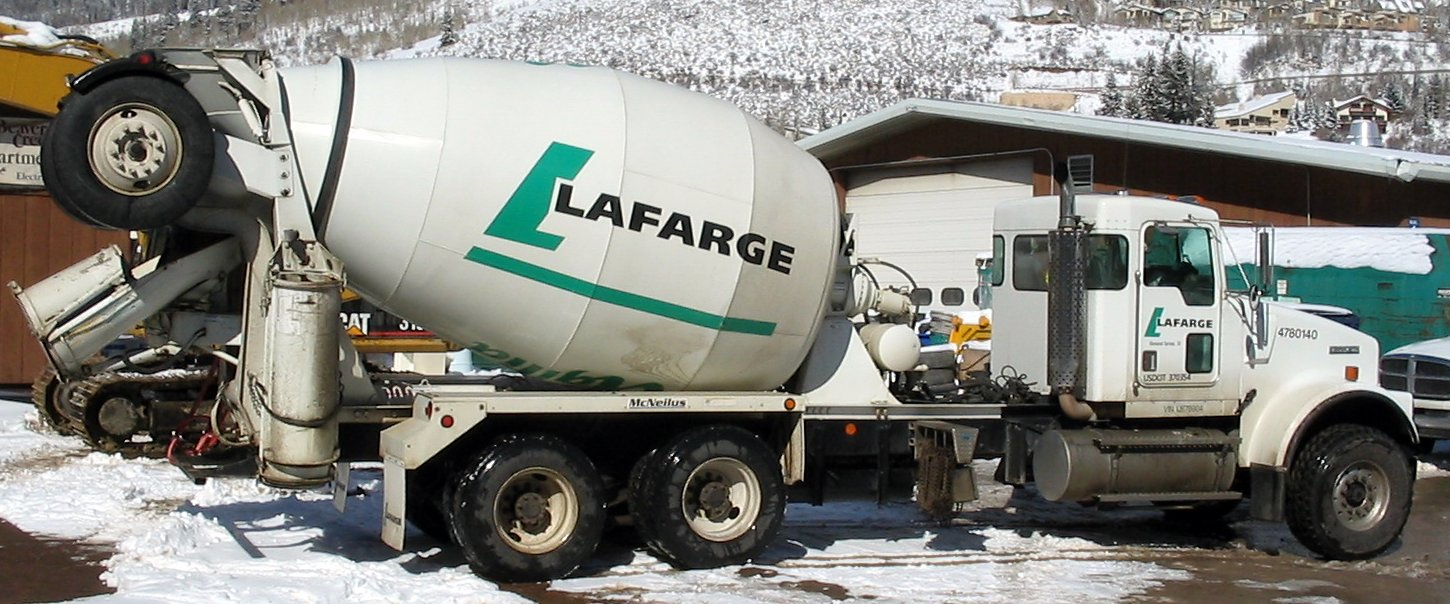
混凝土搅拌车

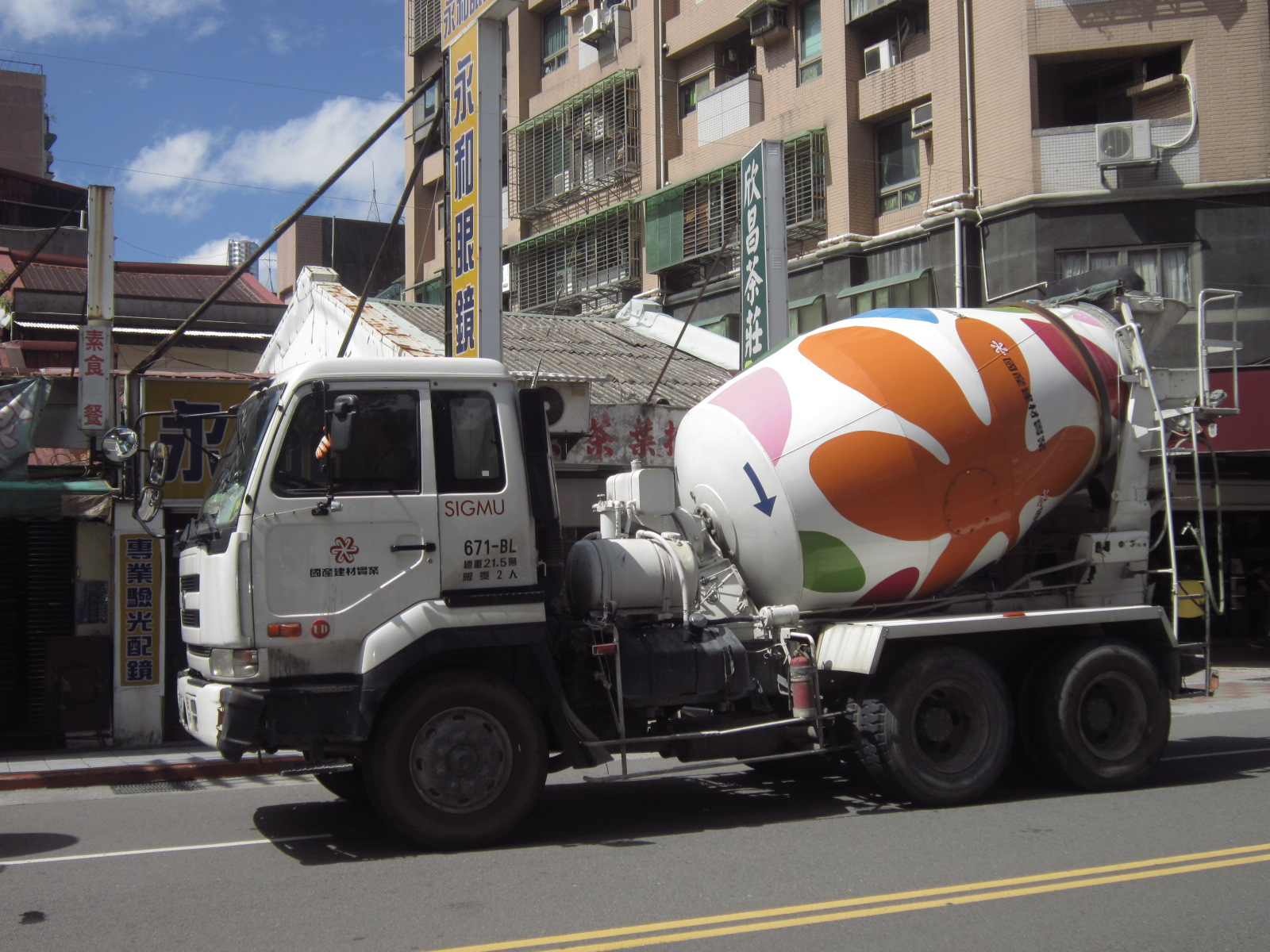
國產建材實業水泥攪拌車

混凝土搅拌车，或稱預拌混凝土車，是用來運送建筑工地用預拌混凝土的专用卡车；由于它的外形，也常被称为田螺車。卡车上装有圆筒型搅拌筒运载混合后的混凝土，在运输过程中会始终保持搅拌筒转动，以保证所运载的混凝土不会凝固。运送完混凝土后，通常都会用水冲洗搅拌筒内部，防止硬化的混凝土占用空间。在台灣，台語也有沿用日文的控固力（コンクリート），以控固力車稱之。

## 结构原理
混凝土搅拌运输车由汽车底盘和混凝土搅拌运输专用装置组成。其专用机构主要包括取力器、搅拌筒前后支架、减速机、液压系统、搅拌筒、操纵机构、清洗系统等。工作原理是，通过取力装置将汽车底盘的动力取出，并驱动液压系统的变量泵，把机械能转化为液压能传给定量马达，马达再驱动减速机，由减速机驱动搅拌装置，对混凝土进行搅拌。

## 示例参数
| 整车型号           | AH5256GJB6           | AH5311GJB7        |
| ------------------ | -------------------- | ----------------- |
| 驱动型式           | 6*4                  | 8*4               |
| 驾驶室             | 平顶                 | 平顶              |
| 发动机             | ISLE340 30/WP10.336N | P11C-UJ/WP12.336N |
| 最大功率（kw）     | 250/247              | 259/247           |
| 变速箱             | ZF9S1820             | ZF9S1820          |
| 前桥               | CAMC                 | CAMC              |
| 驱动桥/速比        | CAMC/5.216           | CAMC/5.216        |
| 轴距（mm）         | 4100+1450            | 1950+3370+1450    |
| 底盘前悬（mm）     | 1550                 | 1550              |
| 底盘后悬（mm）     | 1140                 | 1000              |
| 最小离地间隙（mm） | 257                  | 257               |
| 最小转弯直径（m）  | 9                    | 11                |
| 轮胎               | 11:00R20/12:00R20    | 11:00R20/12:00R20 |
| 搅拌罐容积（m3）   | 10                   | 12                |
| 最高车速（km/h）   | 90                   | 90                |